# بين لاك
بين لاك (بالإنجليزية: Ben Lake)‏ هو عضو البرلمان وسياسي بريطاني، ولد في 22 يناير 1993 في المملكة المتحدة. حزبياً، نشط في بلاد كيمري. في الانتخابات التشريعية البريطانية 2017، انتخب عضو برلمان المملكة المتحدة الـ57 عن دائرة سيريديجيون وقد انضم خلال فترته النيابية ‏ (8 يونيو 2017 – )  للكتلة البرلمانية بلاد كيمري.